# Härdler
Der Härdler im Sauerland bei Milchenbach in Nordrhein-Westfalen (Deutschland) ist ein 756 m ü. NHN hoher Berg des Rothaargebirges im Kreis Olpe mit Gipfellage nahe den Grenzen zum Hochsauerlandkreis und Kreis Siegen-Wittgenstein und der höchste Berg im Kreis Olpe.

## Geographie

### Lage
Der Härdler liegt etwa im südwestlichen Zentrum des Rothaargebirges im Naturpark Sauerland-Rothaargebirge zwischen Schmallenberg (Nordosten), Bad Berleburg (Südosten), Kirchhundem (Westen) und Lennestadt (Westnordwesten). Sein Gipfel erhebt sich im Osten des Kreises Olpe (OE) etwa 200 m westlich der Grenze zum Hochsauerlandkreis (HSK) und 100 m nordwestlich von jener zum Kreis Siegen-Wittgenstein (SI). Er befindet sich in der Gemarkung von Lennestadt etwa 1,9 km südöstlich des Ortsteils Milchenbach (OE); benachbart sind Jagdhaus (HSK), rund 3,2 km östlich, Wingeshausen (SI), 5,4 km südöstlich und Oberhundem (OE), 4,7 km ostnordöstlich. Etwa 2,5 km (jeweils Luftlinie) südöstlich des Härdlers liegt als Artenschutzprojekt die Wisent-Wildnis. Zu den Nachbarn des Härdlers gehören: der Heidkopf (665,9 m) im Ostnordosten, die Hohe Hessel (743,6 m) im Südsüdwesten und der Kahleberg (710,8 m) im Westen.

### Naturräumliche Zuordnung
Der Härdler gehört in der naturräumlichen Haupteinheitengruppe Süderbergland (Nr. 33), in der Haupteinheit Rothaargebirge (mit Hochsauerland) (333) und in der Untereinheit Westrothaarhöhen (333.4) zum Naturraum Westliche (Rüsper) Rothaar (333.41). Die Landschaft fällt nach Südosten in den Naturraum Auer Ederbergland (333.42) ab; nach Nordwesten fällt sie in den Naturraum Oberlennebergland (3362.52) ab, der in der Haupteinheit Südsauerländer Bergland (3362) zur Untereinheit Südsauerländer Rothaarvorhöhen (3362.5) zählt.

### Wasserscheide und Fließgewässer
Über den bewaldeten Härdler verläuft die Rhein-Weser-Wasserscheide. An seinen Flanken entspringen mehrere Fließgewässer, dazu gehören der Stämmer Siepen (Westen) bzw. die Drommecke (Nordosten), deren Wasser durch den Milchenbach und den Störmecke Siepen bzw. die Uentrop (Üntrop) und dann weiter durch Lenne und Ruhr in den Rhein mündet, und der Gutmannsaatbach (Südosten), dessen Wasser von der Sombornquelle durch Westerbach, Kappel, Eder und Fulda in die Weser fließt.

### Berghöhe
Die Höhe des 756 m hohen Härdlers wird oft nur mit rund 755 m angegeben, was sich allerdings auf einen wenige Meter nördlich seines Gipfels auf topographischen Karten verzeichneten trigonometrischen Punkt auf 755,8 m Höhe bezieht.

## Schutzgebiete
Nördlich des Härdlergipfels liegt das Naturschutzgebiet (NSG) Härdler (CDDA-Nr. 378199; 2005 ausgewiesen; 22,44 ha groß) und südlich erstrecken sich Bereiche des NSG Rothaarkamm am Grenzweg (CDDA-Nr. 329598; 2004; 38,39 km²). Am und auf dem Berg befinden sich Teile dreier Landschaftsschutzgebiete: Rothaargebirge (HSK-Teilfläche 1) (CDDA-Nr. 323981; 1994; 140,53 km²) im Nordosten, Rothaargebirge (SI) (CDDA-Nr. 555550027; 299,42 km²) im Süden und Elsper Senke-Lennebergland, Typ A (CDDA-Nr. 555550024; 72,08 km²) im Nordwesten. Auf seiner Südflanke liegen Bereiche des Fauna-Flora-Habitat-Gebiets Schanze (FFH-Nr. 4816-302; 61,62 km²).

## Verkehr und Wandern
Einiges nördlich vorbei am Härdler führt die Bundesstraße 236 (Saalhausen–Lenne), von der eine Sackgasse zum Dorf Milchenbach abzweigt, südlich die Landesstraße 553 (Oberhundem–Rüspe) und östlich die Achse von Jagdhauser Straße und Kreisstraße 42 (Fleckenberg–Jagdhaus–Wingeshausen). Der Berg selbst ist nur auf Wald- und Wanderwegen zu erreichen. Vom Schmallenberger Stadtteil Jagdhaus im Osten führt südöstlich vorbei am Berggipfel und dann westlich vorbei an der Hohen Hessel zum Rhein-Weser-Turm (ca. 680 m) im Südsüdwesten der Rothaarsteig. Über den Berg verläuft auch der Robert-Kolb-Weg des Sauerländischen Gebirgsvereins (SGV).